# Gonfaloniere

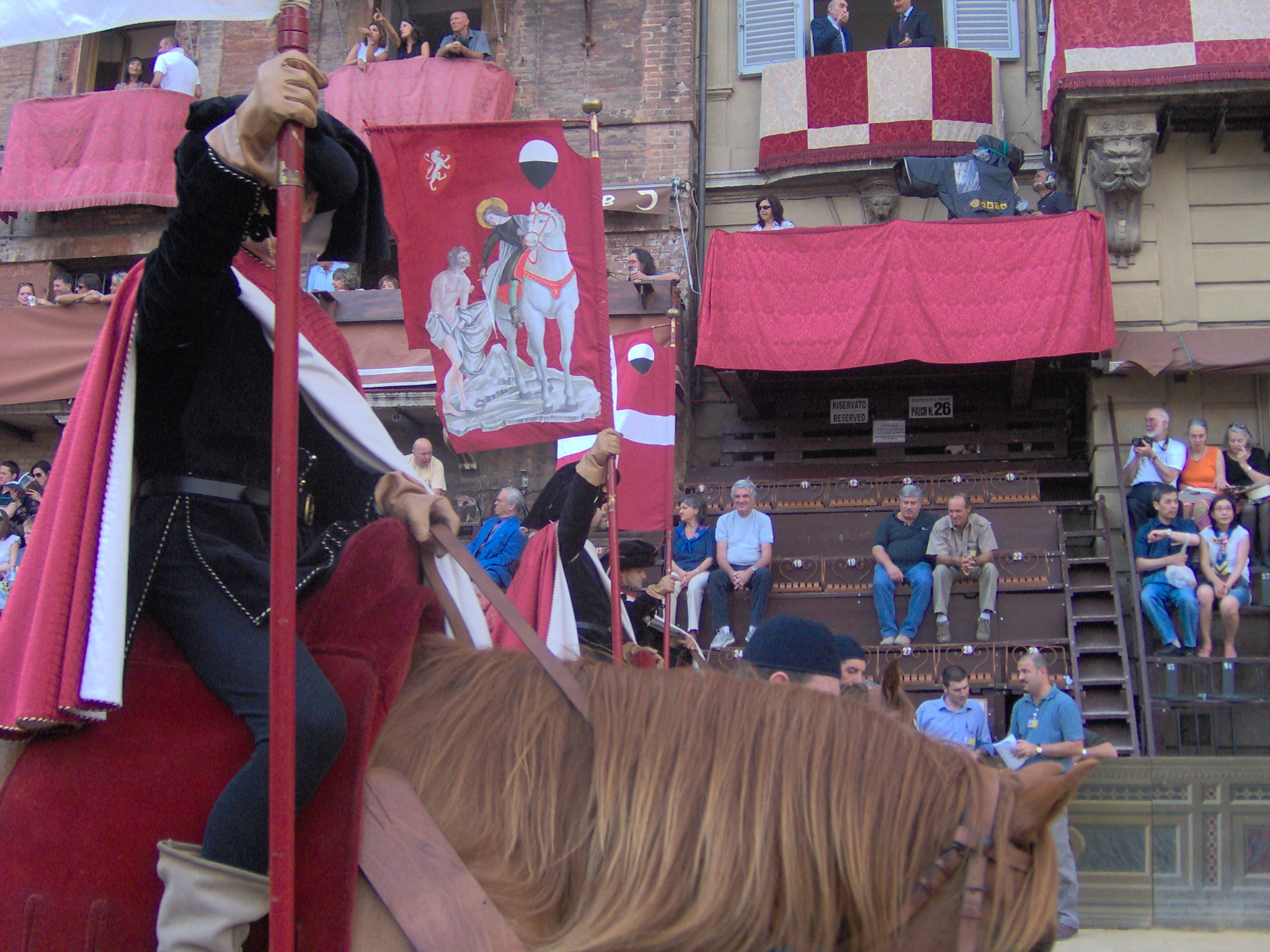
Gonfalonieri dei Terzi

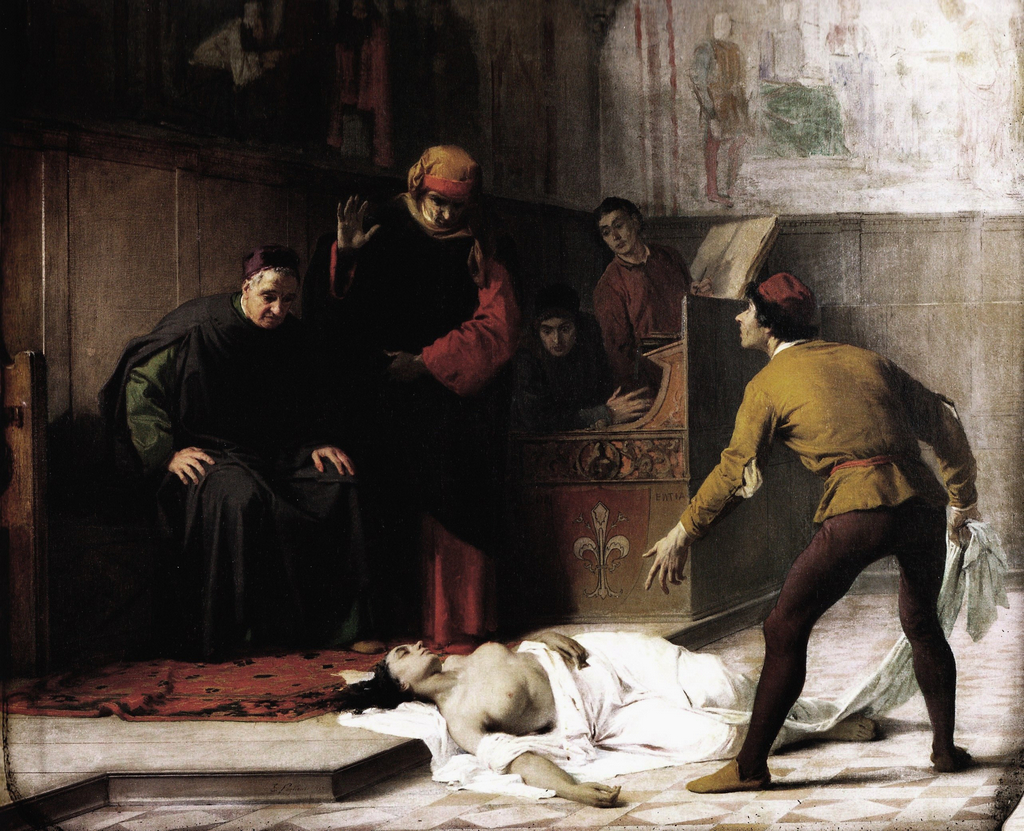
Egy halott nő holttestét viszik a firenzei az igazságügyi gonfalonier elé 1425-ben. Artemisia Gentileschi festménye, 1622

A gonfalonier (olaszul: gonfaloniere) a középkori és reneszánsz Itáliában, nevezetesen Firenzében és a pápai államban egy magas presztízsű közösségi hivatal viselője volt. A név a gonfalone (magyarul gonfalon) szóból származik, amelyet az ilyen közösségek zászlóira használtak.
Firenzében a tisztséget igazságügyi gonfalonier (Gonfaloniere di Giustizia) néven ismerték, és a város kormányát, a Signoriát alkotó kilenc, kéthavonta sorsolással kiválasztott polgár egyike töltötte be, a pápai államokban pedig egyházi gonfalonier vagy pápai gonfalonier néven ismerték Más közép- és észak-itáliai községek, Spoletótól Savoya megyéig, gonfalonierit választottak vagy neveztek ki. A bolognai Bentivoglio család a 16. században törekedett erre a tisztségre, azonban 1622-re, amikor Artemisia Gentileschi megfestette Pietro Gentile bolognai gonfaloniere portréját, a háttérben a gonfalone-val, a hivatalnak már csak szimbolikus értéke volt.

## Gonfaloniere Firenzében
Firenzében a gonfaloniere volt a Signoria legmagasabb rangú tagja. A firenzei Signoria (kormányzat) nyolc úgynevezett priorából állt. Ezek közül három a középső céhekből, öt pedig a nagyobb céhekből („arti maggiori”) származott. A kilencedik tag a Gonfaloniere di Giustizia volt. Az összes elöljárót nem demokratikus úton választották meg, hanem egy bonyolult eljárás során sorsolással választották ki őket. Az uralkodó elit által a társaik felett gyakorolt ellenőrzés eszközeként a hivatali idejük mindössze két hónap volt, és csak három év után voltak  újraválaszthatók. A döntéseket kétharmados többséggel kellett meghozniuk.
Mint Gonfalone di Giustizia ő az „igazságosság/igazságosság zászlóvivője” és így de jure a köztársaság államfője és a fegyveres erők főparancsnoka is  volt. A Firenzei Köztársaság ideiglenes zászlóhordozójaként ő a városi zászló őrzője is, amely egy feszület keresztgerendájáról lógott, és amelyet a körmenetekben körbehordoztak. Niccolò Machiavelli a Gonfaloniere di Giustizia-t az Istorie fiorentine című művében a gonfalone-val és az általa irányított katonákkal azonosította. A Signoria többi nyolc tagjától a bíbor színű kabát különböztette meg, amelyet  hermelinszőrme szegélyezett, és aranykeresztekkel volt kihímzett. 

## Fordítás
Ez a szócikk részben vagy egészben  a   Gonfaloniere című német Wikipédia-szócikk ezen változatának fordításán alapul.  Az eredeti cikk szerkesztőit annak laptörténete sorolja fel. Ez a jelzés csupán a megfogalmazás eredetét és a szerzői jogokat jelzi, nem szolgál a cikkben szereplő információk forrásmegjelöléseként.
Ez a szócikk részben vagy egészben  a   Gonfaloniere című angol Wikipédia-szócikk ezen változatának fordításán alapul.  Az eredeti cikk szerkesztőit annak laptörténete sorolja fel. Ez a jelzés csupán a megfogalmazás eredetét és a szerzői jogokat jelzi, nem szolgál a cikkben szereplő információk forrásmegjelöléseként.